# 小愛德華·A·墨菲
小愛德華·阿洛伊修斯·墨菲（英語：Edward Aloysius Murphy Jr.，1918年1月11日—1990年7月17日）是一名美國航空太空工程師，從事安全攸關系統的研究。他因其同名的墨菲定律而知名，該定律指出：「任何可能出錯的事情都會出錯」。

## 生平
墨菲於1918年出生在巴拿馬運河區，是家中五個孩子中的老大。在紐澤西州唸完高中後，他進入西點軍校就讀，於1940年畢業。同年，他接受美國陸軍的委任，並於1941年接受美國陸軍航空兵團的飛行員培訓。二戰期間，他曾在太平洋戰區、印度、中國和緬甸服役，獲得少校軍銜。
戰爭結束後，墨菲於1947年進入美國空軍技術學院學習，成為赖特-帕特森空军基地的賴特航空發展中心的研究開發員。正是在這裡，他參與了高速火箭雪橇的實驗（美國空軍項目MX981，1949年），並導致墨菲定律的誕生。據說墨菲本人對他的定律的通俗解釋感到不滿，該解釋被認為抓住了無生命物體的基本「咒罵」的特點。墨菲認為這項定律具體化了防禦性設計的一個關鍵原則，即人們應該始終假設最壞的情況。據他的兒子說，墨菲認為許多開玩笑的定律版本是「可笑的、瑣碎的和錯誤的」。
1952年，從美國空軍退伍後，墨菲在霍洛曼空軍基地 (新墨西哥州)進行一系列的火箭加速試驗，之後回到加利福尼亞州，為一系列私人承包商從事飛機駕駛艙設計工作。他為20世紀一些最著名的實驗飛機設計了機組人員逃生系統，包括F-4幽靈II、XB-70女武神、SR-71黑鳥、B-1槍騎兵和X-15試驗機。在1960年代，他為阿波羅計劃研究安全和生命支持系統，並以阿帕契直升機的飛行員安全和計算機化操作系統的工作結束其職業生涯。
2003年，墨菲被追綬搞笑諾貝爾獎的工程學獎，並由他的兒子愛德華·A·墨菲三世（Edward A. Murphy III）代為領獎。

## 流行文化
在迪士尼頻道的動畫片中，主人公米羅·墨菲是小愛德華·A·墨菲的後裔。因此根據墨菲定律，他的每一次行動都會遇到危險。